# Santa Maria de Guialmons
Santa Maria de Guialmons és l'església del nucli de Guialmons en el municipi de les Piles (Conca de Barberà). És una església romànica inclosa en l'Inventari del Patrimoni Arquitectònic de Catalunya.

## Arquitectura
És una església d'una sola nau amb el presbiteri pla. Va coberta per una volta de canó apuntada que arrenca d'una imposta. La porta d'accés originària està ara en desús, però es conserva a la part dels peus de l'edifici, oberta en el mur del sud. És d'arc de mig punt i adovellada. No mostra cap mena d'ornamentació i únicament una motllura, a manera de guardapols, recorre la totalitat de l'arc per l'exterior. En la mateixa façana s'ha conservat una finestra romànica també d'arc de mig punt i amb una petita arquivolta a l'interior. Tipològicament recorda l'estructura de la portalada romànica a l'església de Sant Miquel de Forès. El material constructiu emprat a la totalitat de l'edifici és el carreu de pedra, tallat amb cura i disposat en el mur amb aparell isòdom.
L'edifici, amb el pas dels anys, va quedar totalment rodejat per les cases del poble. Per aquesta raó va haver-se de construir la nova porta d'accés en la façana de migdia, amb una llinda datada del 1615. El temple ha estat molt reformat i ampliat amb dos altars laterals; a més, va allargar-se per la part de l'absis, el qual va desaparèixer, si bé se'n conserven algun tros als murs laterals. El campanar d'espadanya de dos ulls, d'època més tardana, està situat sobre aquesta façana.

## Història
L'any 1080 es menciona documentalment, per primera vegada, el topònim "Guialmons" que aleshores era una quadra. El Castell de Guialmons es menciona el 1132 com a propietat de la família Timor (una nissaga emparentada amb els Queralt, senyors de Santa Coloma). L'església es deuria bastir durant la segona meitat del segle xii, malgrat aparèixer documentada fins al segle xiv, moment en el qual era afavorida per repetides deixes testamentàries, segons consta en els testaments de l'escrivania pública de Santa Coloma de Queralt. No va ser mai parròquia, ja que figura com a sufragània de l'església de Sant Salvador de Figuerola durant aquests anys.